# Институт автоматики и электрометрии СО РАН
Институ́т автома́тики и электрометри́и СО РАН (ИАиЭ СО РАН) организован в числе первых 10 институтов Сибирского отделения Академии наук в 1957 году. Расположен в новосибирском Академгородке. Директором-организатором института по 1967 год был член-корр. К. Б. Карандеев, который определил основные направления и пригласил первых заведующих лабораториями.

## История
1957—1967 гг. В первые годы после создания основным научным направлением Института автоматики и электрометрии было создание автоматических измерительных приборов и систем сбора и обработки информации. В 1965 году институт начал издавать научный журнал «Автометрия», который очень скоро стал одним из ведущих журналов в области теории и практики инфомационно-измерительных систем.
1967—1987 гг. В 1967 году институт возглавил доктор физико-математических наук Юрий Ефремович Нестерихин (в 1981 стал академиком АН СССР). Он сконцентрировал усилия на автоматизации научных исследований с использованием ЭВМ, новых физических методов, средств с привлечением учёных разных профилей, инженеров, технологов. Под его руководством детально разработаны: комплекс методов и средств автоматизации научных исследований; типовые проекты автоматизации экспериментов в физике плазмы, гидродинамике, биологии, медицине, полупроводниковой электронике; система автоматизации проектирования. Нестерихин существенно усилил «физическую компоненту» исследований — ИАиЭ СО АН СССР, как говорил Юрий Ефремович, стал «базироваться на трёх китах»: фундаментальной физике, практическом применении новых физических явлений в науке и производстве и широком использовании вычислительной техники для автоматизации научных исследований (АНИ). Начав с создания измерительных устройств для АНИ, институт постепенно развивает новое направление работ — теорию и принципы построения систем ввода, обработки, хранения и отображения информации. При этом первостепенное внимание уделяется разработке магистрально-модульного принципа организации и созданию специализированных оптико-электронных средств автоматизации. В ИАиЭ СО РАН начаты исследования и разработки в области оптических методов хранения и обработки информации. Их целью было создание систем голографической памяти, специализированных оптико-электронных процессоров и их компонентов. В 1975 г. эти работы вошли в Координационный план Отделения общей физики и астрономии АН СССР, и была организована Комиссия АН СССР «Фундаментальные основы памяти и оптической обработки информации», заместителем председателя которой стал директор ИАиЭ СО РАН Ю. Е. Нестерихин.
1968 г. По инициативе Ю. Е. Нестерихина образовано СКБ научного приборостроения СО АН, которое в 1991 году было преобразовано в Конструкторско-технологический институт научного приборостроения СО АН СССР (СО РАН).
1987 г. Институт возглавил Твердохлеб Петр Емельянович.
1991 г. На базе экспериментального участка печатных плат Института автоматики и электрометрии СО РАН было создано ТОО «ПС-Электро», которое впоследствии «выросло» в одно из крупнейших в России производителей печатных плат — ООО «Электроконнект».
Институт издает периодический (6 раз в год) научный журнал «Автометрия», который переиздается в США под названием «Optoelectronics, Instrumentation and Data Processing».

## Директора
- Карандеев, Константин Борисович — основатель Института автоматики и электрометрии СО РАН, чл.-корр. АН СССР и АН УССР, директор с сентября 1957 по сентябрь 1967 г.
- Нестерихин, Юрий Ефремович — академик АН СССР, директор института с ноября 1967 г. по апрель 1987 г.
- Твердохлеб, Петр Емельянович — доктор техн. наук, проф., директор института с мая 1987 по апрель 1993 г.
- Васьков, Семён Тимофеевич — чл.-корр. АН СССР, директор института с апреля 1993 по декабрь 2002 г.
- Шалагин, Анатолий Михайлович — акад. РАН, проф., директор института с декабря 2002 по декабрь 2017 г.
- Бабин, Сергей Алексеевич — чл.-корр. РАН, директор института с января 2018 г.

## СМИ об институте
1. Оптическая чистка ниобата лития — Б. И. Стурман, А. М. Шалагин: «Наука из первых рук», № 2, 2010, стр. 11